# Orthoporus ampussis
Orthoporus ampussis är en mångfotingart som först beskrevs av Karsch 1881.  Orthoporus ampussis ingår i släktet Orthoporus och familjen Spirostreptidae. Inga underarter finns listade i Catalogue of Life.